# Рэмзи, Пол
Пол Кристофер Рэмзи (англ. Paul Christopher Ramsey; род. 3 сентября 1962, Дерри) — североирландский футболист, полузащитник.

## Карьера

### Клубная карьера
Во взрослом футболе дебютировал в 1980 году в английском клубе «Лестер Сити», за который отыграл одиннадцать сезонов, приняв участие в 322 матчах.
В 1991 году перешёл в валлийский «Кардифф Сити», где провёл два сезона. Вместе с командой в сезонах 1991/92 и 1992/93 становился обладателем Кубка Уэльса. В 1993 году перешёл в шотландский клуб «Сент-Джонстон», а уже в 1994 году вновь стал выступать за «Кардифф Сити» на правах аренды. В 1995 году перешёл в другой клуб из Уэльса «Барри Таун», после чего один сезон отыграл за английский «Торки Юнайтед». Завершил карьеру футболиста в 1998 году в финском клубе «КПВ».

### Карьера в сборной
В 1983 году дебютировал в официальных матчах в составе национальной сборной Северной Ирландии. В 1986 году выступал вместе с командой на чемпионате мира в Мексике.
Всего в составе сборной принял участие в 14 матчах, не отметившись забитыми мячами.

## Достижения
«Кардифф Сити»
- Обладатель Кубка Уэльса: 1991/92, 1992/93